# Corydoras melini
Corydoras melini, thường được gọi là cá chuột đầu trộm (do dải màu đen ngay mắt nên chúng mới được gọi như thế), là một loài cá da trơn nước ngọt nhiệt đới thuộc chi Corydoras trong họ Callichthyidae. Loài này được tìm thấy ở lưu vực thượng nguồn sông Rio Negro và Meta, thuộc lãnh thổ Brazil và Colombia.
Tên của loài này, melini, được đặt theo tên của nhà côn trùng học người Thụy Điển - tiến sĩ Doug Melin.

## Mô tả
C. melini trưởng thành dài khoảng 4,5 – 5 cm. Chúng thường sống ở tầng đáy của các sông hồ, thích hợp với môi trường nước có độ pH từ 6,0 đến 8,0, độ cứng của nước khoảng 2 - 25 dGH và nhiệt độ khoảng từ 22 đến 26 °C. Thức ăn chủ yếu của C. melini là giun, côn trùng, động vật giáp xác và rong rêu. Cá mái đẻ trứng trong thảm thực vật dày và không bảo vệ trứng. Ở C. melini trưởng thành, cá đực có xu hướng nhỏ hơn so với cá mái.
Tương tự như các loài khác trong Corydoras, C. melini cũng được nuôi làm cá cảnh.

## Sinh sản
Tới mùa sinh sản, cá mái giữ 2 - 4 quả trứng giữa vây bụng của nó, cá đực sẽ thụ tinh trong khoảng 30 giây. Sau đó, cá mái sẽ bơi đến một nơi thích hợp, nơi nó sẽ gắn những quả trứng rất dính lên bề mặt. Các cặp cá sẽ lặp lại quá trình này cho đến khi khoảng 100 quả trứng đã được thụ tinh.